# Gordonia tiantangensis
Gordonia tiantangensis là một loài thực vật có hoa trong họ Theaceae. Loài này được L.L.Deng & G.S.Fan mô tả khoa học đầu tiên năm 1999.